# القحفة (بني احمد والثلث)

تعديل مصدري - تعديل

القحفة محلة تابعة لقرية الثلث، التابعة لعزلة بني احمد والثلث بمديرية فرع العدين إحدى مديريات محافظة إب في الجمهورية اليمنية، بلغ تعداد سكانها 63 حسب تعداد اليمن لعام 2004.